# Krásný Harry
Krásný Harry (v anglickém originále Handsome Harry) je americký hraný film. Natočila jej režisérka Bette Gordon podle scénáře Nicolase T. Proferese. Hráli v něm například Jamey Sheridan, Campbell Scott, Steve Buscemi a John Savage. Film pojednává o Harrym Sweeneym (Sheridan), který nedlouho před svými dvaapadesátými narozeninami obdrží telefonát od svého přítele z dob, kdy působil v námořnictvu, Thomase Kellyho (Buscemi). Kelleymu se na smrtelné posteli vrací vzpomínky na dobu, kdy spoli s Harrym a dalšími útočili na dalšího muže poté, co zjistili, že je homosexuál.
Originální hudbu k němu složil Anton Sanko. Premiéru měl 25. dubna 2009 na Filmovém festivalu Tribeca. Později byl uveden také v amerických kinech a na DVD.